# Ken Follett
Kenneth Martin Follett (Cardiff, Gales, 5 de junio de 1949), más conocido como Ken Follett, es un escritor británico de novelas de suspense e históricas.

## Biografía

#### Infancia y juventud
Sus padres son Martin y Veenie (Lavinia). Aprendió a leer a los cuatro años de edad, uno antes de entrar al colegio. Sus padres, cristianos devotos pertenecientes a la secta puritana Hermanos de Plymouth, le prohibieron ir al cine y ver la televisión, y eso lo llevó a desarrollar un temprano interés por la lectura y, con siete años, se hizo socio de la biblioteca pública de Cardiff, lo cual le permitió leer un gran número de libros. A los diez años su familia se fue a vivir a Londres y él siguió leyendo sin parar gracias a la biblioteca del barrio, pero fue un estudiante muy normal hasta que llegó a la adolescencia. 
De sus primeras lecturas recuerda que le gustaban los libros de Enid Mary Blyton y, ya con doce años, el descubrimiento de las novelas de Ian Fleming sobre James Bond se convirtió en un momento de inflexión en su vida.

#### Juventud y madurez
En 1967 ingresó en la University College of London, donde estudió filosofía y se implicó en movimientos de izquierdas. Se casó con su primera esposa, Mary, en 1968.
Tras su graduación, en el otoño de 1970, se matriculó en un curso de periodismo de tres meses y consiguió trabajo como reportero en el South Wales Echo de Cardiff. Después de tres años en Cardiff, volvió a Londres como reportero para el Evening Standard.
Empezó a pensar en dedicarse a escribir novelas cuando vio que un compañero del periódico que había escrito un thriller, había recibido un adelanto de 200 libras, la cantidad que le hacía falta a Follett para reparar su automóvil.  Dejó el periodismo por la edición y se convirtió, al final de los años 1970, en subdirector de gestión de Libros Everest. Empezó a escribir relatos, al principio como afición, por las tardes y los fines de semana. En 1974 publicó su primer libro, una novela de espías. El éxito le vino con la publicación, en 1978, de La isla de las tormentas, que le hizo internacionalmente famoso y con la que ganó el premio Edgar. En 1989 escribió Los pilares de la Tierra en la que narra la construcción de una catedral gótica en el siglo XII. Esta novela se mantuvo en los primeros puestos de ventas en Europa durante más de 10 años. Sus siguientes novelas han tenido gran éxito y ha recibido diversos premios por ellas. Algunas han sido adaptadas al cine o a series de televisión. 
Se involucró a finales de los años 70 en las actividades del Partido Laborista. En 1982, en el curso de sus actividades políticas, conoció a Barbara Hubbard (posteriormente, Barbara Follett), una militante del Partido Laborista, con la que se casó en 1984. Barbara fue elegida miembro del Parlamento en 1997, representando a Stevenage, y fue reelegida en 2001. El propio Follett permanece como un prominente partidario de los Laboristas y recaudador de fondos.

## Obras

### Novelas

#### SerieApples Carstairs(1974-1975)
- The Big Needle, 1974. En USA se publicó como The Big Apple (firmada como Simon Myles y años después con su nombre). No publicada en español.
- The Big Black, 1974 (firmada como Simon Myles). No publicada en español.
- The Big Hit, 1975 (firmada como Simon Myles). No publicada en español.

#### Serie del espía Piers Roper (1975-1976), firmadas con su nombre
- The Shakeout, 1975. No publicada en español.
- The Bear Raid, 1976. No publicada en español.

#### Otras obras firmadas con diferentes seudónimos (1976-1978)

##### Novelas juveniles con el seudónimo de Martin Martinsen
- El secreto de los Estudios Kellerman o El misterio de los Estudios Kellerman (The Mystery Hideout o The Secret of Kellerman's Studio, 1976, firmada como Martin Martinsen y años después con su nombre), trad. de Carmen Candioti, ed. Mondadori en 1987 y reeditada en 2013 por la ed. juvenil Montena.
- Los poderosos gemelos o El misterio del planeta de los gusanos (The Power Twins, 1976, firmada como Martin Martinsen y años después con su nombre), ed. Grijalbo México en 1991 y reeditada en 2014 por la ed. juvenil Montena.

##### Obras con el seudónimo de Bernard L. Ross
- Amok: King of Legend, 1976 (firmada como Bernard L. Ross). No publicada en español.
- Capricorn One, 1978 (firmada como Bernard L. Ross, novelización basada en el guion de Peter Hyams de su película  Capricornio Uno). No publicada en español.

##### Novelas con el seudónimo de Zachary Stone
- El escándalo Modigliani (The Modigliani Scandal, 1976, firmada como Zachary Stone y años después con su nombre), trad. de Edith Zilli, ed. Plaza & Janés en 1988.
- Papel moneda (Paper Money, 1977, firmada como Zachary Stone y años después con su nombre), trad. de Montserrat Solanas, ed. Plaza & Janés en 1991.

#### Novelas firmadas con su nombre desde 1978
- La isla de las tormentas/El ojo de la aguja (Storm Island; retitulada como Eye of the Needle, 1978), trad. de Mirta Arlt, ed. Bruguera en 1980 y Plaza & Janés en 1984. / Premio Edgar a la mejor novela de suspense.
- Triple (Triple, 1979), trad. de Mirta Arlt, ed. Bruguera en 1981 y Plaza & Janés en 1999.
- La clave está en Rebeca (The Key to Rebecca, 1980), trad. de Jorge V. García, ed. Bruguera en 1981 y Plaza & Janés en 1997.
- El hombre de San Petersburgo (The Man from St. Petersburg, 1982), trad. de Damián Sánchez, ed. Bruguera en 1983 y Plaza & Janés en 1997.
- Las alas del águila (On Wings of Eagles, 1983), trad. de Hernán Sabaté, publicada por Bruguera en 1983 y Plaza & Janés en 1997. Novela testimonio.
- El valle de los leones (Lie Down with Lions, 1986), trad. de Montserrat Solanas, ed. Plaza & Janés en 1990.
- Noche sobre las aguas (Night Over Water, 1991), trad. de Eduardo G. Murillo, ed. Grijalbo en 1991.
- Una fortuna peligrosa (A Dangerous Fortune, 1993), trad. de María Vidal, ed. Grijalbo en 1995.
- Un lugar llamado libertad (A Place Called Freedom, 1995), trad. de María Antonia Menini, ed. Grijalbo en 1996. Novela histórica.
- El tercer gemelo (The Third Twin, 1997), trad. de María Vidal, ed. Grijalbo en 1997.
- En la boca del dragón (The Hammer of Eden, 1998), trad. de María Vidal, ed. Grijalbo en 1998.
- Doble juego (Code to Zero, 2000), trad. de José Antonio Soriano, ed. Grijalbo en 2000.
- Alto riesgo (Jackdaws, 2001), trad. de José Antonio Soriano, ed. Grijalbo en 2001.
- Vuelo final (Hornet Flight, 2002), trad. de Albert Solè, ed. Grijalbo en 2003.
- En el blanco (Whiteout, 2004), trad. de Ana Rita da Costa, ed. Grijalbo en 2005.
- Nunca (Never, Plaza & Janés, 2021)[6]
- Serie Los Pilares de la Tierra
  - Los pilares de la Tierra (The Pillars of the Earth, 1989), serie "Los pilares de la Tierra" 1, trad. de Rosalía Vázquez, ed. Plaza & Janés en 1991. Novela histórica.
  - Un mundo sin fin (World Without End, 2007), serie "Los pilares de la Tierra" 2, trad. del colectivo Anuvela, ed. Plaza & Janés en 2007. Novela histórica.
  - Una columna de fuego (A Column of Fire, 2017),[7] serie "Los pilares de la Tierra" 3, trad. del colectivo Anuvela, ed. Plaza & Janés en 2017. Novela histórica.[8]
  - Las tinieblas y el alba (The Evening and the Morning, 2020), precuela de la serie "Los pilares de la Tierra", trad. de Verónica Canales y Laura Rins, ed. Plaza & Janés en 2020. Novela histórica.[9]
  - La armadura de la luz (2023)

- Trilogía The Century
  - La caída de los gigantes (Fall of Giants, 2010), trad. del colectivo Anuvela, ed. Plaza & Janés en 2010.  Novela histórica.[10]
  - El invierno del mundo (Winter of the World, 2012), trad. del colectivo Anuvela, ed. Plaza & Janés en 2012.  Novela histórica.[11]
  - El umbral de la eternidad (Edge of Eternity, 2014), trad. del colectivo Anuvela, ed. Plaza & Janés en 2014.  Novela histórica.[12]

- El círculo de los días (septiembre de 2025), sobre la construcción de Stonehenge. Novela histórica.

### No ficción
- The Heist of the Century, 1978, con René Louis Maurice; (titulada en Estados Unidos The Gentleman of 16 July).[13] No publicada en español.
- Notre-Dame, 2019, libro homenaje a la catedral de Notre Dame de París tras su incendio, trad. de Elena Macian, ed. Plaza & Janés en 2019.[14]

## Adaptaciones televisivas y cinematográficas
- El ojo de la aguja (Eye of the Needle, 1981; adaptación de La isla de las tormentas), película.
- La clave está en Rebecca (The Key to Rebecca, 1985), miniserie de televisión.
- En alas de las águilas (On Wings of Eagles, 1986; adaptación de Las alas del águila), miniserie de televisión de 2 episodios.
- El valle de los leones (Lie Down with Lions, 1994; adaptación de El valle de los leones), telefilme.
- El tercer gemelo (The Third Twin, 1997), telefilme.
- Los pilares de la Tierra (The Pillars of the Earth, 2010), miniserie de televisión de 8 episodios.[15]
- Un mundo sin fin (World Without End, 2012), miniserie de televisión de 8 episodios.[16][17]

### Entrevistas
- Entrevista en El País
- Entrevista en 20 minutos

- Datos: Q210669
- Multimedia: Ken Follett / Q210669
- Citas célebres: Ken Follett